# ژنیا کالانتاریان
ژنیا آندرانیکی کالانتاریان (ارمنی: Ժենյա Անդրանիկի Քալանթարյան؛ زادهٔ ۲۴ مهٔ ۱۹۴۲) تاریخ‌نگار ادبی اهل ارمنستان است.

## زندگی‌نامه
وی در ۲۴ مه ۱۹۴۲ در سوکار، تاووش به دنیا آمد و از دانشکده فلسفه دانشگاه دولتی ایروان فارغ‌التحصیل گشت. وی عضو اتحادیه نویسندگان ارمنستان است. وی برنده جوایزی همچون مدال موسس خورناتسی، دانشمند شایسته جمهوری ارمنستان و مدال یادبود نخست‌وزیر ارمنستان است.